# Acnodo

Un acnodo en el origen (curva descrita en el texto)

Un acnodo es un punto aislado en el conjunto de soluciones de una ecuación polinómica en dos variables reales. Los términos equivalentes son "punto aislado o punto hermítico".
Por ejemplo, la ecuación
{\displaystyle f(x,y)=y^{2}+x^{2}-x^{3}=0}
tiene un nodo en el origen, porque es equivalente a
{\displaystyle y^{2}=x^{2}(x-1)}
y {\displaystyle x^{2}(x-1)} no es negativo solo cuando {\displaystyle x} ≥ 1 o {\displaystyle x=0}. Por lo tanto, sobre los números "reales", la ecuación no tiene soluciones para {\displaystyle x<1}, excepto para (0, 0).
En contraste, sobre los números complejos el origen no está aislado, ya que existen raíces cuadradas de números reales negativos. De hecho, el conjunto de soluciones complejas de una ecuación polinómica en dos variables complejas nunca puede tener un punto aislado.
Un acnodo es un punto crítico, o singularidad, de la función polinómica a la que pertenece, en el sentido de que ambas derivadas parciales {\displaystyle \partial f \over \partial x} y {\displaystyle \partial f \over \partial y} se anulan. Además, la matriz hessiana de las segundas derivadas será positiva definida o negativa definida, ya que la función debe tener un mínimo local o un máximo local en la singularidad.